# Baekje

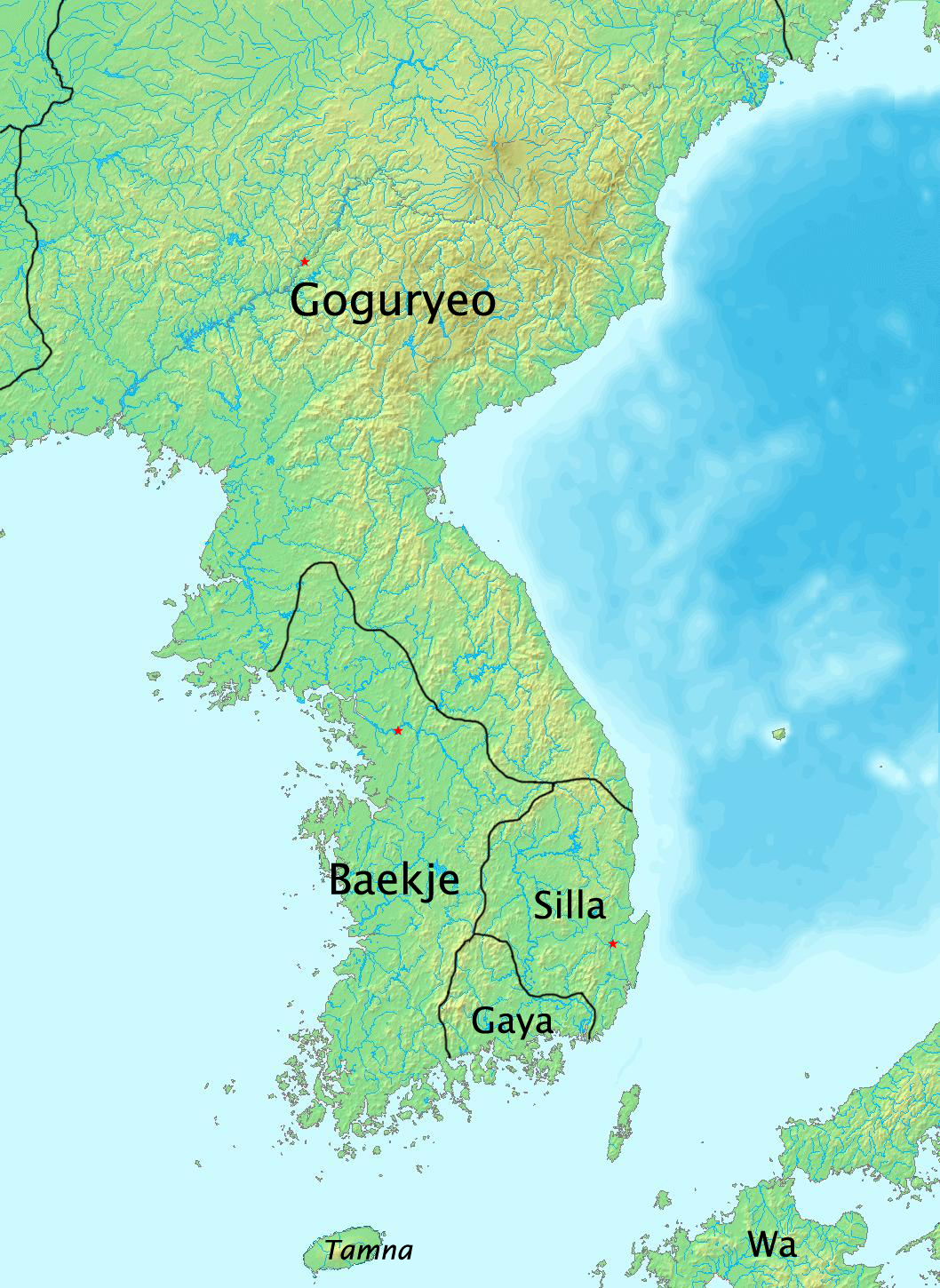
Baekje în 375

Baekje sau Paekche a fost un stat antic coreean, care era situat în sud-vestul Coreei și a fost fondat în anul 18 î.Hr. de către Onjo, fiul cel mic al lui Jumong și al So Seo-no. Jumong era fondatorul statului Goguryeo. O altă legendă spune că fondatorul regatului este, de fapt, Biryu, fratele mai mare al lui Onjo.
Alături de Goguryeo și Silla, Baekje face parte din cele trei regate ale Coreei din antichitate. În timp ce cele trei regate existau separate, Baekje avea cea mai mare populație de aproximativ 3.800.000 de oameni (760.000 de gospodării), care era similară cu cea din Goguryeo (3.500.000 de persoane) și mult mai mare decât cea din Silla (850.000 de persoane).
Baekje, la fel ca și Goguryeo se considera națiune succesoare a regatului Buyeo, un stat din Manciuria, format în timpul căderii Vechiului Joseon.
Baekje s-a luptat și s-a aliat alternativ cu Goguryeo și Silla, în timp ce cele trei regate și-au extins controlul asupra peninsulei. La apogeul său în secolul al IV-lea, Baekje controla cea mai mare parte a vestului peninsulei coreene în nord până la Phenian și poate să fi deținut chiar teritorii în China, cum ar fi Liaoxi, deși această opinie este controversată. A devenit o putere maritimă regională semnificativă, cu relații politice și comerciale cu China și Japonia (Wa).
Baekje era o mare putere maritimă; priceperea sa nautică care a făcut-o Fenicia Asiei de Est a jucat un rol esențial în diseminarea budismului în Asia de Est și a culturii continentale în Japonia.
În 660 a fost învinsă de dinastia Tang și de Silla și în cele din urmă a fost supusă Sillei unificate.

## Conducători
Regii regatului Baekje sunt:
- Onjo 18 BCE–29 CE
- Daru 29–77
- Giru 77–128
- Gaeru 128–166
- Chogo 166–214
- Gusu din Baekje 214–234
- Saban 234
- Goi din Baekje 234–286
- Chaekgye 286–298
- Bunseo 298–304
- Biryu 304–344
- Gye 344–346
- Geunchogo 346–375
- Geungusu 375–384
- Chimnyu 384–385
- Jinsa 385–392
- Asin 392–405
- Jeonji 405–420
- Guisin 420–427
- Biyu 427–455
- Gaero 455–475
- Munju 475–477
- Samgeun 477–479
- Dongseong 479–501
- Muryeong 501–523
- Seong 523–554
- Wideok 554–598
- Hye 598–599
- Beop 599–600
- Mu 600–641
- Uija 641–660